# III SS Cuerpo Panzer (germánico)
El III SS Cuerpo Panzer (germánico) (III. (Germanisches) SS-Panzerkorps) fue un cuerpo blindado de las Waffen-SS que entró en acción en el Frente Oriental durante la Segunda Guerra Mundial. La parte (germanische) (lit. germánica) de su designación fue otorgada ya que estaba compuesta principalmente por formaciones de voluntarios extranjeros.

## Historia
El cuerpo se formó en abril de 1943 en el mismo cuartel general de la 5.ª División Panzer SS Wiking y la 11.ª División de Granaderos SS Nordland. El cuerpo fue puesto bajo el control del ex comandante de la Wiking, el SS-Obergruppenführer Felix Steiner. Después del entrenamiento, el cuerpo participó en operaciones contra los partisanos yugoslavos. Luego, el cuerpo fue enviado a un sector tranquilo en el Grupo de Ejércitos Norte, ahora compuesto por la División Nordland y la 4. SS Freiwilligen Panzergrenadier Brigade Nederland. En esta etapa, la Wiking había sido enviado al sur y quedó bajo el control del 8.º Ejército del Grupo de Ejércitos Sur.
Obligado a retroceder por la ofensiva de invierno soviética de 1944, el cuerpo participó en la batalla por la Cabeza de Puente de Narva en el verano de 1944. Luego se retiró con el resto del grupo de ejércitos a lo largo de Estonia y en la península de Curlandia. Transferido al Frente del Óder y colocado bajo el 11.º Ejército SS Panzer de Steiner, el cuerpo participó en la Operación Solsticio antes de ser asignado como cuerpo de reserva al 3.º Ejército Panzer.

## Comandantes
- SS-Obergruppenführer Felix Steiner (1 de mayo de 1943 - 30 de octubre de 1944)
- SS-Obergruppenführer Georg Keppler (30 de octubre de 1944 - 4 de febrero de 1945)
- SS-Obergruppenführer Matthias Kleinheisterkamp (4 de febrero de 1945 - 11 de febrero de 1945)
- Generalleutnant Martin Unrein (11 de febrero de 1945 - 5 de marzo de 1945)
- SS-Obergruppenführer Felix Steiner (5 de marzo de 1945 - 8 de mayo de 1945)

## Orden de batalla

#### 15 de junio de 1944 - Frente de Narva
- 5.ª División Panzer SS Wiking
- 11.ª División de Granaderos SS Nordland
- 20.ª División de Granaderos SS (Estonia n.º 1)
- 103.º Batallón SS Pesado Panzer

#### 16 de septiembre de 1944
- 11.ª División de Granaderos SS Nordland
- 20.ª División de Granaderos SS (Estonia n.º 1)
- 23.ª División de Granaderos Voluntarios SS Nederland
- 27.ª División de Granaderos SS Voluntarios Langemarck
- 28.ª División de Granaderos SS Voluntarios Wallonien
- 103.º Batallón SS Pesado Panzer
- 11.ª División de Infantería
- 300.ª División Especial de Infantería